# Si ma terre parlait
Pour plus de détails, voir Fiche technique et Distribution.
Si ma terre parlait (Si mis campos hablaran) est un film chilien réalisé par José Bohr, sorti en 1947.

## Fiche technique
- Titre : Si ma terre parlait
- Titre original : Si mis campos hablaran
- Réalisation : José Bohr
- Scénario : Francisco Coloane
- Musique : Donato Román Heitman
- Photographie : Ricardo Younis
- Société de production : Araucanía Films
- Pays :  Chili
- Genre : Drame
- Durée : 77 minutes
- Dates de sortie : 
  -  Chili : 1er juillet 1947

## Distribution
- Chela Bon : Andréa
- Armando Bo : Simon
- Carlo Bon : Guillermo
- Humberto Onetto : Daniel
- Arturo Gonzalvez : Don Pancho
- José Bohr
- Ester Soré
- Roberto Parada : Vicente Pérez Rosales
- Meche Calvo

## Distinctions
Le film a été présenté en sélection officielle en compétition au Festival de Cannes 1954.